# Paa Memphis Station
Paa Memphis Station er et prosadigt af Johannes V. Jensen og et klassisk digt i dansk litteratur.
I digtet beskriver digterjeget sine sansninger og tanker under timers ventetid på en amerikansk togstation.
Digtet er inspireret af digterens rejseoplevelser i USA, og nok skrevet mellem marts og juli 1903. Det blev udgivet i Jensens første digtsamling fra 1906, men var før da udgivet i 1904 i tidsskriftet Tilskueren.
Digtet er et af Jensens mest oversatte digte og har inspireret flere andre digtere.

## Baggrund
Johannes V. Jensen var fra foråret 1902 til 1903 på jordomrejse først til Østen, dernæst til USA. Fra november 1902 havde han et længere ophold i Chicago og plejede omgang med dansk-amerikanerne der.
I februar 1903 tog han mod syd til Arkansas for at jage.
På tilbagevejen i begyndelsen af marts havde han et kortere ophold med overnatning i de lille stationsby, påtvunget af en togforstyrelse.
Opholdet beskrev han i 1911 i erindringsskitsen Æventyret i den fremmede Stad og det blev også baggrunden for digtet Paa Memphis Station.
Han beskrev byen som med "en endeløs Hovedgade, hvori forskellige mindre Sidegader og moradsige Landeveje mundede ud, alle Huse af Træ, i en eller to Etager.
Tidligere på rejsen i Arkansas havde han oplevet oversvømmelser ved Red River og byen Stuttgart der forårsagede at "skoven lå oversvømmet milevidt i en alens højde..."
I Æventyret i den fremmede Stad tidsfæstes oplevelsen til en regnfuld marts, og han kommer tilsyneladende til byen i løbet af dagen, oplever tusmørket, aftenen i saloonen og en overnatning på byens eneste hotel hvor han må dele seng med en anden mand. Morgenen næste dag er kun forbigående nævnt.
Jensen nævner ikke byens navn i skildringen, men litteraturhistorikeren Leif Nedergaard angiver at Jensen fortalte at der var tale om Brinkley, — en by der ligger på togstrækningen mellem Little Rock og Memphis.

## Jensens udgivelse
Johannes V. Jensen kom hjem til Danmark i sommeren 1903 og indleverede digtet til månedstidsskriftet Tilskueren den 13. juli 1903.
Det var efter at Valdemar Vedel havde opfodret ham til at bidrage til tidsskriftets serie om "Hvordan jeg blev Forfatter".
Jensen, der på daværende tidspunkt boede i Larslejsstræde, sendte i stedet Paa Memphis Station som han selv refererede som "et digt, eller hvad man vil kalde det".
Det blev først trykt i marts-udgaven af tidsskriftet året efter i 1904.
Et par år efter blev digtet genudgivet i Jensens første digtsamling, Digte, der udkom den 14. november 1906.
I digtsamlingen finder man det sammen med de fem andre prosadigte fra Jensens ungdomstid: Interferens, Ved Frokosten, Afsked, Det røde Træ og Hverdagene.
Efterfølgende er det blevet genudgivet i de udvidelser af digtsamlingen der kom i 1917, 1921, 1943 og 1948.
Det er også at finde i Udvalgte Digte fra 1929 og Danske Myter fra samme år.
I 1921-udgaven blev de seks prosadigte præsenteret under titlen Rejsen om Jorden.
Digtets håndskrift findes som 4 blade på Ny kongelig Samling på Det Kongelige Bibliotek.
De to første sider er udgivet i faksimile i Myter og Digte i Udvalg fra 1969.
Da Johannes V. Jensen døde i 1950 var digtet ophavsretsbeskyttet indtil 2021.
Ved ophavsrettens udløb gjorde det danske digtarkiv Kalliope.org hele 1906-digtsamlingen tilgængelig, herunder Paa Memphis Station.

### Variationer
Digtet har varieret en smule imellem de udgivne versioner, som følge af Jensens redigering og fejl.
En redigering mellem 1904 og 1906 versionerne er en ombytning af de tre sidste linjer i strofe 13.
Her hed det oprindeligt:
Se dig ud, smøg din vise Pibe

I sphinxforladte Memphis,

Hank rolig op i Gummistøvlerne.
I senere versioner flyttes "Hank rolig"-linje op, så "I sphinxforladte Memphis" kommer til at stå sidst.
En anden og mindre redigering forekommer i 9. strofe om jomfruen "med en Mine som om hun kendte dig".
I den oprindelige 1904-udgave stod der "blik" i stedet for "mine", det vil sige "med et Blik, som om hun kendte dig."
I 11. strofe føjes i 1906-udgaven et ekstra bydeformsudsagnsord ind. Der stod oprindeligt "Og se nu, hvor Mississipi". Det forstærkes til "Og se nu, se hvor Mississippi" og flodens navn blev stavet rigtigt.
Der er en meningsforstyrrende fejl i strofe 13 hvor det i de tidligere udgaver hed "betal din Præmie af Lumpenhed, / at de kan vide sig sikre for sig". Her giver det mere mening hvis det sidste "sig" er "dig" og dette bliver da også endeligt rettet i 1943-udgaven.
I 11. strofe havde 1906-udgaven en grammatisk fejl hvor "oversvømmede Skove" blev til "oversvømmende Skove".
Endelig er en bindstreg faldet bort fra ordet "Cigar-" i visse udgaver. Det indgår i en opremsning af affald: "Appelsinskaller, Cigar- og Tændstikstumper". Her giver det mere mening hvis der er tale om Cigarstumper frem for (en) Cigar.
Ud over disse meningsændringer findes en længere række småændringer imellem versionerne.

## Analyse

### Sprog og form
Digtet er et prosadigt uden fast metrik og opdelt i 16 strofer med et varierende antal verselinjer, fra 3 til 14.
Der er ingen enderim.
Bogstavrim findes med for eksempel "... Toget her Time efter Time".
Omend det overordnet ikke har fast metrik kan i hvert fald et sted læses som et hexameter: "Se hvor Maskinen, / den vældige Tingest, staar rolig og syder".
Blandt de seks prosadigte fra Rejsen om Jorden er det det næstlængste efter Ved Frokosten, målt på opsatte linjer.
Stroferne kan grupperes i tre afsnit baseret på brugen er stedord.
Stroferne 1 til 5 benytter 1. person ental (jeg, min, mit), med undtagelse af 2. strofe der er uden stedord.
I 6. strofe skiftes til bydeform og anden person ental og det fortsættes til 13. strofe.
Fra 14. til digtets slutning anvendes 1. person flertal (vi, vor).
Om brugen af 1. person flertal i Æventyret i den fremmede Stad forklarer Jensen:
| „ | Det er ikke fordi nogen af os kendte hinanden, at jeg siger vi, men saalænge man er rystet sammen i en Jernbanevogn, føler man sig dog lidt i Hob med hinanden, er "Medpassagerer", mens Rejsen varer, hører ligesom til et Sted saa længe. | “ |

Jensen bruger ofte gentagelse i sine værker, også i Paa Memphis Station:
epizeuxis på regn ("og et evigt Gitter af Regn, / Regn, siger jeg fra Himmel og til Jord"),
lykken ("For inde i et af disse plakathujende Huse / venter Lykken dig, Lykken,") og se ("Og se nu, se hvor Mississipi").
Påvirkning fra engelsk spores i "hun vil komme dig i møde / en fin dag på Gaden". Her er der (øjensynligt) sket påvirkning fra det engelsk "one fine day", — "en skønne dag".
Forholdsordsledet "i sphinxforladte Memphis" er uden kendeord ("i det sphinxforladte Memphis").
Der findes flere usædvanlige sammensatte ord i Digtet: plakathujende, kærlighedspassiar, regnfaldet, kampret, muldlugt, regnstøvets, forårsanelse, kæmpefloden, syndflodsfavn, morgenvande, milebredt, elskerhjerte, sphinxforladte og blodvåde.
Ordet elskerhjerte forekommer også i et af Johannes V. Jensens allerførste digte hvor de første par linjer lyder:
"Vild og navnløs er min smerte / sprænges må mit elskerhjerte".
Det kendes gennem en overleveringen fra datteren til den kvinde som digtet var skrevet til, og stammer derfor øjensynligt fra Johannes V. Jensens tid i Louns 1889–1890 eller fra Viborg-tiden frem til 1893.
Digtet har som Paa Memphis Station også flere sammensatte ord foruden elskerhjerte: bedeblikke, bortnynne, rosenvind og maskemine, så allerede her ses Johannes V. Jensens sprogevne.

### Ordforklaring
Digtet indeholder en række usædvanlige ord og fraser: Aandsfortærelsen, plakathujende huse, lumpenhed, kampret, syndflodsfavn, danaidiske drømme, sphinxforladte Memphis og plebejiske Kneippkur.
Det selvopfundne "plakathujende" ses som en ordsammensætning af dele med stor betydningsafstand og dermed med stor stilistisk virkning.
Flere af ordene virker gammeldags: "trøstigt", "livsassurer", "Kneippkur" og udtrykket "smøg din vise Pibe". Med nutidsdansk ville man skrive "ryg din vise Pibe" og i stedet for "livsassurer" "livsforsikrer".
"Danaidiske" er et tillægsord, som Harry Andersen troede at Jensen havde opfundet og Ordbog over det danske Sprog angiver også verselinjen, "en indre Gus af danaidiske Drømme", som eksempel til tillægsordet.
Knud Hjortø benyttede dog ordet allerede i 1899 i sit værk Syner hvor et fragment lyder "... intet kunde dette danaidiske kar holde ...".
Ordet er afledt af Danaide.
Sagnkongen Danaos fra den græske mytologi havde 50 døtre, danaiderne, der efter at have dræbt deres mænd som straf måtte fylde et bundløst kar med vand.
Senere har enkelte yngre digtere benyttet tillægsordet, måske efter påvirkning af Jensen.
Hos Emil Bønnelycke hedder det et sted i Gadens Legende fra 1920 "Den blaa, danaidiske Dag", og Fredrik Nygaard skriver "blaa, danaidiske Kar" i introduktion til De smaa Broer.
I kommentarerne til Samlede digte angives det at danaidiske kan forstås som "frugtesløse".
At et element fra den græske mytologi bliver anvendt af Jensen er bemærkelsesværdig.
Jensen var ikke speciel klassicistisk og støttede at man afskaffede græsk og latin i gymnasiet.
I hans senere produktion ser man dog hist og her elementer fra den græske mytologi. I for eksempel Gøgen lyder to verselinjer "Sød, som Mænaders Nærhed, er Luften, / berusende, ør, dionysisk Duften!".
Danaiden ses flere gange i datidens billedkunst.
Carl Jacobsen bestilte og anskaffede en danaide-statue af Vilhelm Bissen i 1883 således at man nu finder den på Ny Carlsberg Glyptotek.
Museet er også i besiddelse af Auguste Rodins danaide-skulptur,
— en skulptur der oprindeligt var modelleret i 1885.
Fra 1890 stammer Peter Petersens to skulpturer begge med titlen En danaide,
mens to af datidens kunstmalere, John Reinhard Weguelin og John William Waterhouse, benyttede motivet i deres malerier.
Tillægsordet "plebejiske" er afledt plebejer, i Romerriget en person der tilhørte den ikke-adelige plebs-stand i modsætning til patricier. Som tillægsord betyder "plebejiske" udannede eller pøbelagtige.
Jensen brugte selv navneordet i et brev fra marts 1903 til Niels Yde hvor det nedladende hed: "Amerika rekruteres af Evropas bærme, Østen af de bedste kræfter; Amerika er en uhyre sump af plebs."
Kneippkur er en kur opkaldt efter den tyske naturlæge og katolske præst Sebastian Kneipp. Kuren omfatter diæt og kolde bade.
Han havde udgivet en bog om kuren i 1886. Kuren var udbredt i slutningen af 1800-tallet hvor vandkursanstalter blev oprettet i Tyskland og Danmark.
Keippkuren kommenterede Jensen senere spydigt i artiklen Moderne Humanisme. I. Friluftbevægelsen fra 1907:
| „ | Rousseaus Lærlinge blev naturligvis stikkende i de Værker, han skrev om Menneskelighed, og da man dog skulde videre, maatte de Enfoldige tage Affære, f. Eks. en vis Pastor Kneipp, der fastslog Naturlighedens Nytte for Føddernes Vedkommende men undtog Hovedet." | “ |

Ordet Kneippkur kan skabe problemer for oversætteren. På engelsk valgte S. Forster Damon ordet "sanatorium" og taber derved det oprindelige danske ords bogstavrim på "k" og en mulig association til regnen via Kneippkurens vandkur.
"Syndflodsfavn" fra den 11. strofe, Mississippi-strofen, er en ordsammensætning som nok er Jensens opfindelse.
Første del af ordet henviser til syndflodshistorien i Første Mosebog.
Lignede sammensætninger finder man i andre af Jensens værker.
I Æventyret i den fremmede Stad skriver han "... der lyste af en uendelig Sødme i den syndflodsvaade Luft",
mens prosadigtet Det røde Træ, der forekommer umiddelbart før Paa Memphis Station i Digte 1906, har verselinjen "Gennem Regnens drukne Syndflodstone".
Man finder også ordsammensætningen "Syndflodsregn" i en vejrmelding som Jensen skrev til sin avis Pressen den 15. juli 1906.
I Mississippi-strofen indeholder ordet "tarvelige" i linjen "klæder sig milebredt med Dagens tarvelige Lys."
Ordet kan misforstås og blev det da også af Hans Mølbjerg i hans analyse af digtet udgivet i 1954.
I moderne betydning har det udelukkende en negativ ladning,
mens det i ældre dansk kan have en ikke-nedsættende, væsentlig positiv og anden betydning.
Mississippi-strofen er positivt ladet, og "tarvelige" skulle da være sarkastisk ment,
men det er ikke tilfældet.
Ordet "tarvelige" kan oversættes til moderne dansk til "sparsomme" eller "nødtørftige".

### Digtets sted
Digtet placeres stedmæssigt i titlen og i første strofe med digter-jeget der står "paa Memphis Station, Tennessee".
Både perronen og ventesalen refereres, med henholdsvis "Og der slaar Muldlugt / ind mellem Perronens rustne Jærnstivere" og "Ventesalen med Chokoladeavtomat".
At digtet flyttes fra inspirationen i Brinkley til Memphis kan have grund i at Jensen dels ønskede at spille på Tennessees Memphis association til Egyptens gamle Memphis, dels at man fra Memphis kan se den store flod Mississippi.
I 13. strofes sidste linje afsluttes således med "i sphinxforladte Memphis ..." en reference til sfinksen i Egypten, mens 11. strofe opfordrer til at beskue floden med "Og se nu, se hvor Mississippi / i sin Seng af oversvømmede Skove / vaagner mod Dagen!"
Jensen har kendt Mississippi-beskrivelser gennem Mark Twain.
Walt Whitmans Salut au Monde inddrager også kort Mississippi med linjerne "I see the long river-stripes of the earth; / I see where the Mississippi flows—I see where the Columbia flows;"
Mississippi og de oversvømmede skove blev også rapporteret af Henrik Cavling i samtiden.
Fra 1897 stammer hans Fra Amerika og der hedder det:
| „ | ...naar den strømmende Vandmasse om Foraaret [...] træder over Bredderne, er Oversvømmelsernes Omfang svarende til Flodens Størrelse. Mississippi-Flodens gule Vande har ved enkelte Lejligheder skyllet hen over 50,000 Kvadratmile Agerland og Skove og har anrettet de forfærdeligste Ødelæggelser. | “ |

Det er blevet påstået at digtets stedmæssigt ikke giver mening med Memphis' virkelige geografi, da man fra togstationens perron ikke skulle kunne se Mississippi-floden og at togstationen skulle ligger et par (amerikanske) mil væk fra floden.
Rent faktisk er det kun indirekte at man kan læse sig til at 10. strofes Mississippi-iagttagelse skal finde sted fra togstationens perron.
Der har gennem tiden været flere forskellige togstationer i Memphis. Calhoun Street Station åbnede omkring 1888 og var placeret på hjørnet af hvad der i dag er South Main Street og G.E. Patterson Avenue.
Herfra er der mindre end en kilometer til Mississippi.
Den nu nedlagte Poplar Street Station har ligget ud til Mississippi.
I Æventyret i den fremmede Stad nævnes hverken Brinkley eller Memphis, derimod refereres den som "en af Flodbyerne dernede paa Grænsen til Sydstaterne" og det påstås at "Byen laa ved Mississippi".
Deroverfor hævder Leif Nedergaard at Brinkley ligger "ved den mindre flod White". Det er dog lidt af en tilsnigelse da Brinkley ligger cirka 30 kilometer fra floden.
At digtet kan stedbestemmes er ikke usædvanligt,
men at et digt finder sted på en jernbanestation ses ikke ofte.
Sophus Claussens Rejseminder med "Og det var paa Skanderborg Station, / der blev mine Tanker forfløjne." er en af undtagelserne.
Af nyere stationssange finder man dog også Niels Skousens Fredericia Station og Steffen Brandts På Skanderborg Station.
Gasolins Perron 'Gare Du Nord' fra Stakkels Jim fortæller om et forbigående kvindemøde med udgangspunkt i den parisiske jernbanestation.
Beskrivelser omkring en togstation finder man også i Johannes V. Jensens ungdomsroman Danskere, hvor det er halvanden times ventetid på Hobro Station der giver anledning til indtryk omkring blandt andet ventesalen og baneskinnerne.

### Digtets tid
Digtets handling foregår fra om natten og gennem morgenstunden en forårsdag.
Vi hører at de rejsende har ventet i 6 timer.
At det er forår får læseren at vide gennem det retoriske spørgsmål "Er det ikke Foraar?" og ved ordet "Foraarsanelse" i strofe 9 og 10.

#### Morgen
Flere danske digtere har skrevet om morgenen; de mange morgensange af klassiske salmeforfattere, Kingo, Grundtvig og Ingemann, men også en moderne forfatter som Benny Andersen ("Se hvilken morgenstund").
Mens disse sange priser morgenstunden og deres situation synes at være uproblematisk,
så beskriver Jensens digt en mere sammensat situation, hvor nattens drøm også flettes ind i den halvvågnes bevidsthed.

### Temaer
Flere temaer berøres i mere eller mindre grad i digtet.

#### Halvvågenhed
Førstelinjen taler om en tilstand mellem vågenhed og søvn ved tidlig morgen: "Halvt vaagen og halvt blundende". Tilstanden kan genfindes i andre værker af Jensen.
I myten Gura fra 1899 hedder det "Det var i den Time mellem Nat og Morgen, [...] Jeg laa sovende i mit Hotelværelse paa Montmartre og følte ulegemligt, hvor Rummet var dybt udenfor, og hvor det gik langt...", mens i den senere myte Fusijama skrives "Jeg vaagnede tidligt om Morgenen før Solopgang, [...] ved at jeg i Søvne løb saa fuld af Glæde, at jeg ikke kunde blive liggende ned, [...]".
Førstelinjen "Halvt vaagen og halvt blundende" er delvist genbrugt i Jensens eget digt Bogfinken fra digtsamlingen Aarstiderne fra 1923. Fjerde strofes førstelinje lyder således "Halvt vaagen nu, nu halvt i Blund".
Førstelinjen har en slående mindelse om en sætning i Knut Hamsuns roman Victoria fra 1898 hvor det hedder: "Halvt vaagen, halvt sovende, gennemfaret af Kuldegysninger, træt af Dagens Modgang satte han sig til Bordet ..."

#### Maskiner
Johannes V. Jensen rejste til Verdensudstillingen i Paris i 1900 og rapporterede med teknologibegejstring om de udstillede maskiner: "Maskinen er fuldendt skøn. Den lave, lange Rejsning, det tætte, korthalsede og dog Smidige i Formen kan ikke være mere henrykkende. Hjulene staar let, hele Maskinen gør et dristigt og sorgløst Indtryk."
En positiv maskinbeskrivelse finder man også i Paa Memphis Station. I 6. strofe får lokomotivet digter-jeg'et til at byde læseren med "Stille! Se hvor Maskinen, / den vældige Tingest, staar rolig og syder" og "er taalmodig".
Det er antageligt dette stykke der har fået Jesper Bo Jensen til at kalde digtet for "et hyldestdigt til damplokomotivet".
Man finder også beskrivelser af synsindtryk af damplokomotiver og dets damp i Jensens ungdomsroman Danskere skrevet i 1896.
Her hedder det blandt andet: "Men rundt om Toget bølgede kridhvide Damphvirvler fra Lokomotivet — vilde skikkelser i jublende Luftdans."
Digtet har "der kommer det elendige Godstog", mens ungdomsromanen har "Endelig kom Toget brusende".
Digtet skriver om lokomotivet og dets lyde "det pifter svagt" og "Da pruster vor store Ekspresmaskine, / gaar lidt frem og standser dybt sukkende", mens Danskere fortæller at "Dampen hvislede ud med en voldsom, sønderskærende lyd".

#### Affald
Udover damplokomotivet indeholder digtet også andre for datidens lyrik usædvanlige iagttagelser af hverdagens tingsverden. I fjerde strofe kan man således læse om en automat, "Ventesalen med Chokoladeautomat", og i den efterfølgende verselinje om affald af forskellig art "Appelsinskaller, Cigar- og Tændstikstumper".
En lignende opremsning af affald læses i Klaus Rifbjergs digt Frihavnen udgivet 1960. Her iagttager digter-jeg'et "skibsafføring, evige grape-frugter / spist, elektriske pærer / tygget avispaper" og et par verselinjer efter, også som Jensen, appelsinaffald, med Rifbjergs ord "appelsinskræl".

#### Regnen
Regnen forekommer som et tema igen og igen i digtet og andre af Jensens værker. Vi hører om regn i stroferne 1, 2, 3, 4, 7, 9, 10 og 16.
I andre værker fra Rejsen om Jorden forekommer regnbeskrivelser også i Afsked, Det røde Træ og Hverdagene. I Afsked hedder det for eksempel "Jeg ryster den danske Regn af min Hat, / nu har jeg baaret din Regn i niogtyve Aar", mens det i Hverdagene hedder "Se Regnbuens Bro over den bygede Fjord!"
Specielt Det røde Træ er fuld af regnbeskrivelser. Dets "Regn, Regn fra Zenith" har sin parallel i Paa Memphis Stations "Regn, siger jeg fra Himmel og til Jord".
I Det røde Træ beskrives den intense regn som et gitter: "Men højt bag de straalende Regngitre". Lignende tanke om regn finder man i Paa Memphis Stations 4. strofe med "dette vaade Fængsel" og "et evigt Gitter af Regn".
Udover prosadigtene i Rejsen om Jorden har andre digte i Digte 1906 også regnindtryk.
I digtet Husvild hedder det på jysk "og Stown er tækket med Ræn," mens Grottesangen har "Vi maler dig skinnende Skyer og Grøderegn". Cecil afsluttes med "Det regner Vinter, og det regner Vaar / ... / Det regner det hele lange Aar / ..."
I prosa har Jensen tillige beskrevet regnen, for eksempel i de to kortprosastykker Regn udgivet i dagbladet København i 1900 og Regnen udgivet i 1903.
I Paa Memphis Station findes en udvikling i oplevelsen af regnen.
I begyndelsen af digtet er det associeret med utålmodighed og uoplagthed, men senere i digtet fører regnen til forestillingen om et kærlighedsmøde ("en lang dæmpet Kærlighedspassiar") efter sansningen af regnens lyd mod jorden.
Her indgår sansningen og digterjegets stemning i tæt sammenhæng.

#### Møde med ukendt kvinde i fremmed by
Digtet beskriver et tænkt fremtidigt møde med en kvinde "hun vil komme dig i møde / en fin dag på Gaden".
Mens digtet beskriver en forestilling har Jensens prosatekst Æventyret i den fremmede Stad, en beskrivelse af en oplevelse med en ung pige som han ser i byen.
Digtet skriver om kvindens blik "med en Mine som om hun kendte dig", mens det hos prosateksten lyder "Havde hun ikke set paa mig, som om hun kendte mig?".
En kort, umælende og indtryksgivende forbipassage beskriver Jensen også i Udenfor Tiden fra 1932 hvor en "purung Malajinde ved Væven" får ham til at skrive "Er det kun naar man passerer noget forbi at man faar et Indtryk som siden viser sig uudsletteligt".
Senere skrev Jensen i en Politiken-artikel også om et kort indtryk han havde som soldat: "Paa en station Eksprestoget kørte forbi saa jeg i et Glimt en ung Pige, som en Sjæl af denne grønne svale Ø, og for mig at fare forbi og aldrig se mere."
Jensens Æventyret i den fremmede Stad låner titel fra Adam Oehlenschlägers digt Eventyret i den fremmede Stad.
I dette digt lader Oehlenschläger digterjeget se en mø i en fremmed by. Som i Jensens digt og prosatekst kommer det aldrig til et egentligt møde.

#### Savværk
I strofen Fat dig og bliv i Memphis læser man om digter-jeg'ets forestillinger om en mulig fremtid med et savværk: "Gør kur til hin Jomfru med Roser og Guldring / og start et Savskæreri som andre Mennesker."
Lignede forestilling finder man også i en af Mylius-Erichsens strandningshistorier, Også en stranding, som beskriver en hændelse ud for Nymindegab i oktober 1905 med en mulig værdifuld prise: "Amerikaner-Povls tankerige hjerne tumlede allerede med planer til et savmølle-anlæg for den part, han ventede sig af udbyttet, ..." Både for Amerikaner-Povl og i Jensens digt gælder at savværksforestillingerne ikke går i opfyldelse.
Leif Nedergaard noterer sig at Brinkley var præget af savskærerier mens Memphis var centrum for bomuldshandel,
og at Jensen havde tilholdssted i en savmølle i forbindelse med sin andejagt i Arkansas forud for hjemrejsen til Chicago.

#### Døden
Døden som tema kommer med 14. strofes sidste linjer hvor hvor det hedder: "Men paa Tenderen mellem Kullene / ligger fire stille Skikkelser / dækket af blodvaade Frakker."
I digtet er der ikke nærmere detaljer om hvordan de fire er døde og om deres død har forbindelse til forsinkelsen.
Ringgaard kalder segmentet en mordgåde og med chok-effekt.
Hans Mølbjerg forklarede i en artikel at "Så vidt jeg ved, var der engang en gymnasieklasse, der henvendte sig til Johs. V. Jensen for at få at vide hvilken dybere mening der kunne være med den togulykke tilsidst." Mølbjerg skrev videre: "Så vidt jeg erindrer, svarede digteren, at det ikke havde nogen mening, men at sådan kunne tilværelsen være."

#### Splittelse mellem rejselivet og et borgerlig liv
Tanker om et eksistentiel valg mellem en borgerlig tilværelse på den ene side og en rejsendes liv på den anden kommer til udtryk i flere af digtets strofer.
I strofe 7 og 13 forsøger han med selvovertalelse af vælge den borgerlige tilværelse: "Gaa så dog hen og bliv i Memphis!" og "Fat dig og bliv i Memphis."
Det borgerlige liv forestilles at skulle tage sig ud i Memphis hvor en jomfru venter og hvor digterjeg'et kan etablere et savværk: "Gør kur til hin Jomfru med Roser og Guldring / og start et Savskæreri som andre Mennesker."
Overfor dette liv kan han "drage videre og genoptage sin usikre, men også uforpligtende færd ud i en verden af uendelige muligheder".
Lars Handesten ser dette tema som tvivl og knytter det dermed til et hovedtema i Johannes V. Jensens roman Kongens Fald der blev skrevet et par år før digtet.
Digterjeg'et vælger ikke at blive i Memphis.
Der er ikke tale om en grundigere afvejning af mulighederne, men snarere det faktum at toget som han har ventet på ankommer: "Ah, der kommer det elendige Godstog".
Johannes V. Jensens eget liv stiller sig i nogen grad i modsætning til digterjeg'et skæbne.
Før digtet havde han rejst rigt: 1896 i USA, 1897 ophold i Norge, 1898 i Spanien, 1900 i Paris og Norge, 1901 på rundrejse i Danmark og ophold i Norge, fra maj 1902 til juni 1903 på jordomrejse.
Efter Johannes V. Jensen indsender digtet møder han i efteråret 1903 sin fremtidige hustru, snedkeren og sløjdlæren Else Marie Ulrik.
Inden hans første digtsamling udkommer forsøger han at nedsætte sig som avisredaktør og parret får to sønner.
Den splittelse som digterjeg'et oplever er dog ikke fuldendt i digterens eget liv:
Selv med familie vedblev Johannes V. Jensen med at rejse og var flere gange i USA og rejste til Asien igen.
Diskussionen mellem rejselivet og det borgerlig liv videreføres i digtsamlingens (Digte 1906) efterfølgende digt, Hverdagene, hvor 3. strofe lægger ud med spørgsmålet "Hvorfor rejste vi i Aarevis / hvorfor kunne vi aldrig blive færdige med at gaa rundt om os selv".
Dette digt afsluttes resignerende i 6. strofe med "Lad os da gaa frygtløst ind i Hverdagene, / vi der ingenting har at vinde".

### Overordnet fortolkning
Med Lars Handestens ord fortolker Paa Memphis Station "den rejsendes konflikter og erfaringer" og beskriver Jensens "psykiske og erkendelsesmæssige bevægelser".
Henrik Wivel anser digtet som et vidnesbyrd om "resignationens mulighed".
I en afhandling udgivet 2010 om vitalisme omkring år 1900 argumenterede Anders Ehlers Dam for at digtene fra Rejsen om Jorden var påvirket af Walt Whitman og at Paa Memphis Station udtrykte "en forceret og programmatisk whitmansk positivitet".
I et større engelsksproget værk der opsummerede dansk litteraturhistorie fandt den dansk-amerikanske litteraturhistoriker Niels Ingwersen at digtet indfangede "udviklingen fra indadvendt selvmorderisk fremmedgørelse, gennem en modvillig, men nødvendig accept af denne mangelfulde verden, til en pragmatisk, men entusiastisk erkendelse af at Memphis, hvorend det findes, er, i dets ufuldkommenhed, det eneste vi har—til at nyde kun kort."
Som respons på Hans Mølbjergs forsøg på en symbolsk tolkning af digtet skrev Harry Andersen "ingen analyse — hvor dybtgående den end er — kan dække »oplevelsesnuancerne« i Johannes V. Jensens geniale ungdomsdigt, dette rige, mangfoldige og stærke digt, der har anslået tilværelsens grundakkorder".

### Inspirationer

#### Walt Whitman
Ofte nævnes Walt Whitman med Leaves of Grass fra 1855 som inspiration til Jensens prosadigte.
Til eksempel hedder det i Hans Brix' anmeldelse fra 1918:
| „ | Paa samme Maade som Aarestrup laante et Par sære Former hos Rückert og gjorde dem til sine egne, har Johs. V. Jensen hentet denne sin Prosa-Digt-Form hos Walt Whitman (som han oversætter) og gjort den til sin egen. | “ |

Jensen blev påvirket af Whitman under sit ophold i USA i 1903
og oversatte tidligt tre af hans digte der kom til at indgå i Jensens roman Hjulet fra 1905.
De blev senere også udgivet i Digte 1906.
Selv mente Johannes V. Jensen at hans prosadigte ikke var inspireret af Whitman.
I indledningen til udgivelsen af de danske oversættelser af Whitmans digte som Jensen udgav med Otto Gelsted i 1919 skrev han:
| „ | ... [jeg kan] gøre opmærksom paa, hvis det er af ringeste Interesse, at de Digte med frie Rytmer, jeg selv har skrevet, slet ikke stammer ned fra Whitman. ... Hos Whitman har jeg gaaet i Lære, men Paavirkningen fra han skal man søge i min Prosa. Jeg skrev i Whitmans Aand om Maskinerne saa langt tilbage nu som 1900, men benyttede ikke hans Form for Vers". | “ |

Der er også flere elementer i Whitmans digte som man ikke ser i udtalt grad i Paa Memphis Station.
Whitman brugte opremsninger i lyrikken og en gennemgående positivitet.
På trods af Jensens påstand kan man spore sammenhænge til Whitmans digte.
Jensens besyngelse af Mississippi genfinder man hos Whitman.
I Jeg kommer fra Paumanok hedder det med Jensens oversættelse "Et syngende Program for Jer! // Sange om Prærierne / Sange om Mississippi, der løber Hundreder af Mile og ud mod det meksikanske Hav".
The Mississippi at midnight er et langt digt der også beskriver floden.
Whitmans brug af udsagnsordet "se" i bydeform i Jeg kommer fra Paumanok ("Se Kloden, som vælter sig / ... // Se de uhyre vejløse Landområder. / .. // Se, udstrakt gennem Tiderne / Se mit grænseløse Publikum) går også igen i Paa Memphis Stations Mississippi-strofe: "Og se nu, se hvor Mississippi / .. / Se hvor Kæmpefloden nyder sin Bugtning! / .. / Se hvor den fører en uhyre Hjuldamper / .. / Se de sunkne Næs".

#### Tysk inspiration
Selv angav Jensen at inspirationskilderne til hans prosadigte var Goethes Wanderers Sturmlied og Heinrich Heines Die Nordsee.
Jensen forklarede nærmere i kronikken Heinrich Heine in memoriam udgivet i Politiken den 10. december 1935:
| „ | Heines Evne for Korthed i Udtrykket og Udstrækning i Tanken har kun sit Sidestykke i Biblen, og i den oldnordiske fortættede Kunstform, Kvadene, som er fremgaaet af en Mnemoteknik, sproglig Økonomi i Forbindelse med Synskhed i Tanken. ... I "Nordseebilder" indfører Heine en Form for lyrisk Behandling af Hverdagen, Prosa opløst i Poesi, frie Rytmer, længe før Walt Whitman, Enesange af en Sjæl, der bevarer et Trylleri, som Vejr og Vind. | “ |

Han havde stiftet bekendtskab med Heines tekst under studierne på Viborg Katedralskole i 1891.

#### Johannes Jørgensen
Situationen og forestillingerne i 8. strofe ("For inde i et af disse plakathujende Huse /
venter Lykken dig, Lykken, ...") er set som en parallel til flere steder i Johannes Jørgensens kortromaner, for eksempel Sommer og Livets Træ.
I Jørgensens Livets Træ hedder det således "Derude ... derinde ... langt borte bag de fjærneste Hustage, i en afsides Gade mellem gamle Palæer eller midt i et Asfaltfortovs Mylr, gik Lykken og ventede ham."

## Vurdering
Da digtet udkom i 1904 skabte det ikke større offentligt røre.
Dog læste Jeppe Aakjær digtet i Tilskueren og blev betaget af det. I et brev dateret den 4. marts 1904 skrev han til Jensen:
| „ | Jeg har lige læst dit Digt i Tilskueren; det har brændt sig ind i min Sjæl som Ild, en Aabenbaring; der er en skjønheds indførelse i dette Digt som kom en til at skjælve af Glæde; især hvor du har trængt dit eget dyre jeg i Baggrunden og hengivet dig til stor og mild Skildring af den lille Kvinde med Øret ud gjennem sit Haar, og det store Rids af Mississipis almægtige Strøm - det er af en saa gudfødt Højhed, at man skjønhedsrørt lægger sit Ansigt ned paa sine Arme og hulker | “ |

Efter digtsamlingens udgivelse i 1906 blev det i første omgang til blot en enkelt anmeldelse. Den var af Christian Rimestad i Politiken.
Rimestad var ganske positiv over for samlingen og refererede også til Paa Memphis Station.
Året efter anmeldte P.E. Bentzon samlingen. Han var ikke positivt stemt overfor prosadigtene og fandt at Jensen havde "lyst til at forarge" og citerede "Hvor Verden er dum og uflyttelig, / hvor Skaberen er talentløs".
Da en ny digtsamling kom i 1917 anmeldte Hans Brix samlingen for Illustreret Tidende og skrev om digtet: "det er godt, det er enestaaende".
Harry Andersen beskæftigede sig i flere omgange med digtet.
I en litteraturvidenskabelig artikel fra 1954 kaldte han digtet for "et af de mærkeligste, dybeste og rigeste digte i nordisk litteratur."
I en tidligere artikel havde han kaldt det genialt og ment at det havde "programmatisk karakter i Johannes V. Jensens forfatterskab",
og senere udnævnte han digtet til "et af mesterværkerne i nordisk litteratur".
Litteraturhistorikeren Leif Nedergaard kaldte digtet "ungdomstidens centrale digt",
mens Niels Ingwersen kaldte det "storslået".
Hundrede år efter digtsamlingens udgivelser var digtene fra 1906 nået frem til klassikerstatus og anset som en af ganske få digtsamlinger der satte en ny dagsorden i Danmark. Paa Memphis Station blev da fremhævet som "skolebogsklassikeren frem for noget".
Digtet er blevet fremhævet som det kunstneriske højdepunkt i samlingen Digte 1906.
Efter udgivelsen af Johannes V. Jensen samlede digte blev digtet fremdraget og kaldt "fremragende".
Adskillige skribenter kan huske digtet fra deres skole/studietid.
De første digtsamlinger med Paa Memphis Station solgte ikke overvældende. Oplaget for digtsamlingen fra 1906 var på 1.000 og prisen 2 kroner.
Indtil 1910 var der solgt 424 eksemplarer. De efterfølgende år blev der solgt 27 (1910), 24, 36, 34, 31, 47, 61 og 40 i 1917.
Digtsamlingen fra 1917, hvor Paa Memphis Station også blev udgivet i, kom i et oplag på 500 og solgte 301 eksemplarer det første år. Samlingen fra 1921 blev trykt i 4.000 eksemplarer, men i 1923 var der stadig et restoplag på 3.704.
Digtet har også påvirket flere forfattere.
Klaus Rifbjerg skrev i 1965 kronikken Den poetiske pungbrok hvor han tog udgangspunkt i digtet og angav da at digtet havde forandret hans liv.
Christina Hesselholdt berettede at hun græd "som pisket" over Paa Memphis Station og dødens uafvendelighed.
Filminstruktøren Annette K. Olesen har angivet det som sit favoritdigt,
mens den senere litteraturforsker og Jensen-biograf Lars Handesten i sin gymnasietid "tændte totalt" på digtet på grund af dets "kraft og sproglige overskud" og genkendeligheden i digtets portræt af "en ung desperat mand".
Både Bertel Haarder og Poul Nyrup Rasmussen finder plads til at nævne digtet i deres erindringer. Haarder skrev om Memphis at det "stod i et særligt lys på grund af Johannes V. Jensens digt 'Paa Memphis Station', som [de] havde læst i skolen. Om den evigt rejsendes uforløste trang til at stå af toget og gifte sig med pigen der."
Han fandt også plads til at benytte det specielle ord "plakathujende", da han som aldersformand bød det nye Folketing velkommen efter Folketingsvalget 2019 med ordene:
| „ | De mange levende debatter og det plakathujende gadebillede har i en måned illustreret, hvor mange der er tale om, og hvor levende dansk folkestyre er. | “ |

Hos Nyrup hedder der at "lille lektor Nielsen" præsenterede Paa Memphis Station og ord som "plakathujende huse" der "satte noget i gang".
Hvad "plakathujende huse" satte i gang hos Nyrup indvier han ikke læseren i og det forbliver en gåde.

## Andre udgaver og inspirationer
Fire linjer fra digtet er citeret i begyndelsen af et kapitel i Johannes V. Jensens roman Bræen, der er en del af romanrækken Den lange Rejse og som udkom i 1908.
I 1939 rejste Johannes V. Jensen igen til USA hvor han blandt andet kom til New Orleans og genså Mississippi med Mississippi-bådene, der endnu var af samme type.
Indtrykket får ham til at genkalde digtet, og i tekstsamlingen Fra Fristaterne, der var et resultat af rejsen, citerer han verselinjen "som en Danser der er Herre paa Gulvet" fra digtet.
Ikke mange komponister har turde gå i gang med at sætte musik til Jensens seks tidlige prosadigte.
I 2013 forsøgte Lasse Vestergaard sig med sangen Memphis Station, hvor han brugte uddrag er Jensens digt.
Sangen udkom på hans album Folk & Fæ fra februar 2013,
der bl.a. blev nomineret til en pris i kategorien Årets Traditionspris ved Danish Music Award Folk 2013. Torben Eschen skrev en parafrase over digtet til Lasse Helners musikalbum "At Memphis Station",
der blev kåret til Årets Danske Countryalbum i 2007.
Klaus Rifbjerg tog udgangspunkt i Paa Memphis Station til sit digt På modernismens station.
Digtet gav også inspiration til Jørgen Gustava Brandts digt Banegård fra 1999,
og til Thomas Bobergs digt Memphis fra samlingen Gæstebogen.
Digterne Martin Larsen og René Jean Jensen fik i 2015 udgivet en videredigtning i Hvedekorn.
Digtet oplæste de i DR P1.
Jesper Wung-Sung kipper med hatten til Johannes V. Jensen i digtet På ingens station fra 2015. Det er også hævdet at Morten Nielsen alluderer til Johannes V. Jensen.
I Nielsens digt Øjeblik er en situation der kan minde om Paa Memphis Station med togstandsning, regn og sansning:
Vilde Roser i Dagregn! Og Toget er standset

med Ruder, der løber fulde af blændende Regnskær

og Buskenes vilde Lys i det vaade og grønne.
Paa Memphis Station findes i flere antologier.
Det er et af de 12 Johannes V. Jensen-digte i Gyldendals antologi Dansk Lyrik fra 1965, og et af de 15 af hans digte der fandt plads i første bind i Politikens digtantologi, Danske lyriske digte fra 1960.
Paa Memphis Station er tillige trykt sammen med Æventyret i den fremmed Stad i samlingen Myter og Digte i Udvalg.
Det er naturligt nok også at finde i bogværket Samlede digte, forsøget fra 2006 på at udgive en komplet udgave af Johannes V. Jensens digte.
Tidsskriftet Tilskueren er digitaliseret i Projekt Runeberg og det gælder også udgaven fra 1904 med digtet.
Mississippi-strofen er benyttet på omslaget af forlaget Centrums udgave af Mark Twains Livet på Mississippi.
Digtet blev refereret i et tableau i LEGO som en del af en udstilling i 2007.
I 2002 lod en skribent på Information sig inspirere af digtet til et digterisk essay der beskrev forsinkelse og venten i Tirstrup Lufthavns transithal.
Folkeklubben har på deres album Slå Flint! et nummer der hedder "Poetens Sidste Tog", dette nummer har referencer til På Memphis Station.

### Oversættelser
Digtet er et af de meste oversatte digte af Johannes V. Jensen.
Mindst tre versioner findes på engelsk. S. Forster Damon oversatte til digtet til bogen A Book of Danish Verse, der kom i 1922. Senere oversatte Alexander Taylor til Contemporary Danish Poetry fra 1977 og Kenneth Tindall til Nu kan Hald være mere end nok og andre udtryk fra 2003.
Ud over engelsk findes det på fransk (1975), italiensk (1967 og 1971), nederlandsk (2000) og tysk (1991, 2005 og 2006), hvor det for italiensk og tysk gælder at flere oversættelser findes.